# Аристократия
Аристокра́тия (др.-греч. ἀριστοκρατία, «власть лучших»; от ἀριστεύς — «знатнейший, благороднейшего происхождения», и κράτος — «мощь, власть, вождь»), уст. вельмо́жество, вельможевла́стие, вельможедержа́вие — форма государственного правления, при которой власть принадлежит знати (в отличие от единоличного наследственного правления монарха, единоличного выборного правления тирана или демократии). 
В Древней Греции, откуда происходит термин, данная форма правления в исходном варианте дословно понималась как «владычество лучших», когда каждый аристократ обладает определённым набором добродетелей. Примерно похожие взгляды существовали и в средневековой Западной Европе (рыцарские добродетели), и в древнем Китае (шесть искусств), когда аристократ действительно являлся лучшим в каком-то коллективе, роду, городе, стране (крае, регионе), государстве.

## История и сущность аристократии как формы правления
Черты данной формы правления можно увидеть в некоторых городах-государствах античности (Древний Рим, Спарта и других) и в некоторых средневековых республиках Европы.
Ей противопоставляется ранняя демократия, в которой державная власть признается принадлежащей всей совокупности или большинству граждан.
Термин «аристократия» введён в употребление античными философами Платоном и Аристотелем.
Аристотель выделял аристократию как относящуюся к хорошим формам правления наряду с политией, которую он считал лучшей (власть средних), и монархией, которая шла перед аристократией после политии.
Извращённой аристократией Аристотель считал олигархию — власть богатых, при которой учитываются в большей степени интересы самих правящих лиц, нежели интересы государства в целом.
В основании аристократии лежит идея, что государством должны управлять только лучшие из всех, избранные. Но на деле вопрос об избранничестве находит различное разрешение: в одних аристократиях определяющим началом является знатность происхождения, в других воинская доблесть, высшее умственное развитие, религиозное или нравственное превосходство, наконец, также размеры и род имущества (имущественный ценз). На многочисленных примерах можно проследить дрейф критериев от обладания реальными добродетелями к простой принадлежности знатному семейству. Впрочем, в большинстве аристократий несколько этих факторов, или все они вместе соединяются для определения права на государственную власть.
Попытка вычленить аристократическое начало в видах государственного правления дана в записках В.Ф. Раевского «О правлении, о конституции и проч.»:

Верховная власть в державах различна, ... разделяется на два главных правления: республиканское и монархическое. Республиканское — где власть и исполнение законов принадлежит многим. Аристократическое (вельможное) есть то, где народ вручает власть нескольким почётным гражданам управлять собой по законам. Демократическая (народная) есть та, где верховная власть от участия народа...

Помимо государственной формы, аристократами называются ещё высшие аристократические классы. Принадлежность к ним может обусловливаться рождением и наследованием известных недвижимостей (родовая аристократия, знать в тесном смысле), или же она связана с приобретением особых, предполагающих её условий (денежная и чиновная аристократия, noblesse financière, noblesse de la robe), или, наконец, достигается избранием. К последнему роду принадлежала народная аристократия древнего Рима. Родовая и поземельная аристократия достигла полного своего развития в феодальной организации нового европейского общества, явившегося на смену античной цивилизации; в борьбе с этой средневековой аристократией вырос и укрепился принцип современной монархии. Решительный, смертельный удар нанесла ей Великая французская революция, положив начало господству денежной олигархии, утвердившей теперь своё владычество во всех европейских государствах.
В России на рубеже XIX—XX веков
сущность аристократического принципа заключалась в том, что господство должно принадлежать «лучшим людям по наследству» и влекла за собою три важных последствия:
- Даже в конституционных монархиях аристократические элементы участвуют если не прямо в обладании верховной властью, то в её отправлениях, и притом фактически везде, а в так называемых представительных монархиях — в силу государственно-юридических полномочий. Последнее осуществляется преимущественно в форме избрания членов верхних палат парламентов (например, Палата пэров в английском Парламенте); но и нижние палаты, или палаты представителей, равно как вообще всякое народное представительство, в свою очередь, тоже покоятся на аристократическом принципе.
- Самая широкая демократия не только терпит у себя аристократические элементы, но в действительности есть не что иное, как расширенная аристократия, так что оба они — понятия относительные и представляют лишь различные степени развития одной и той же государственной формы одного и того же определяющего её начала.
- Наконец, третье последствие заключается в том, что во всех образующихся внутри государства общественных союзах, политических, социальных и даже церковных, равно как в международных союзах государств, везде выступает аристократический принцип[4].

Следует сравнить подобное устаревшее определение с современным термином «меритократия».